# مسبار دواعم السن (مسبار اللثة)
مسبار دواعم السن (بالإنجليزية: Periodontal Probe) هو أداة في طب الأسنان شائعة الاستخدام في مستلزمات طب الأسنان. عادة ما تكون طويلة ورفيعة وغير حادة في النهاية. تكون وظيفتها الرئيسة في تقييم عمق الجيوب المحيطة بالسن من أجل تحديد الصحة العامة للثة. يحتوي رأس الأداة على علامات مكتوبة عليها، من أجل الدقة وإمكانية القراءة. تتوفر مسبار اللثة بأحجام وتصميمات متعددة، لتلبية المتطلبات المعينة لأطباء الأسنان. 

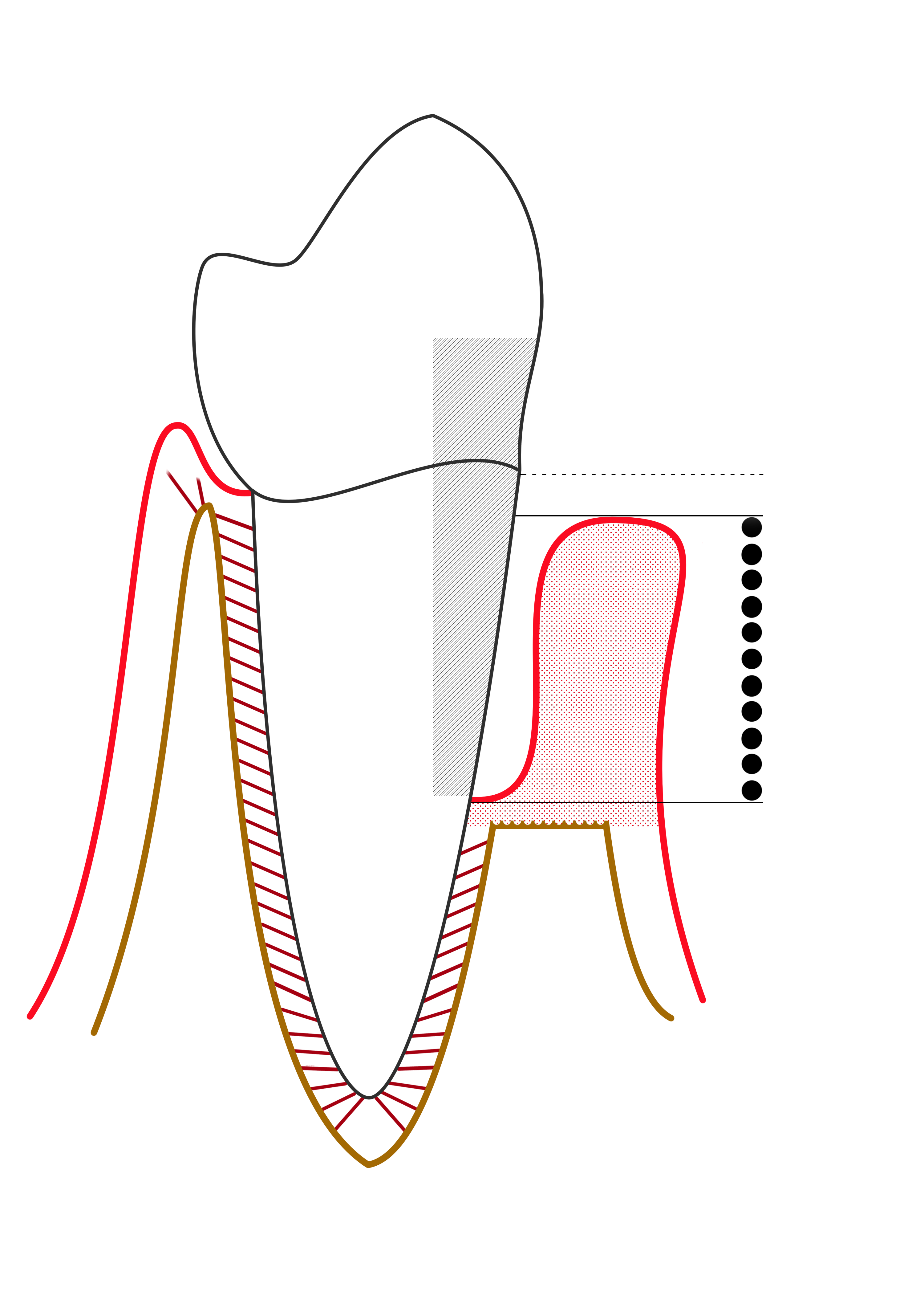
يكون قياس عمق جيب اللثة من خلال مسبار اللثة.

## استخدام

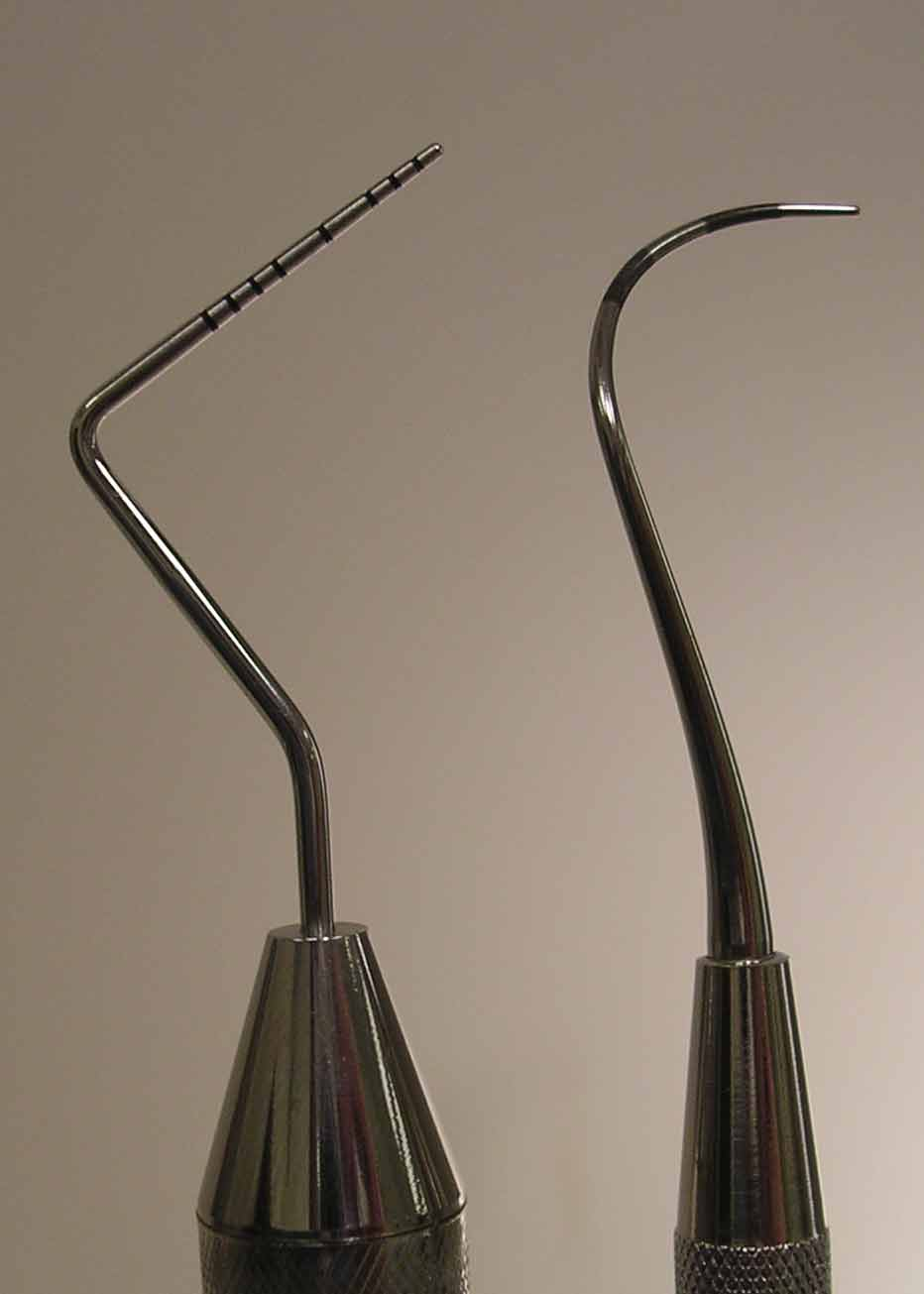
مسبار ميشيغان أومع علامات ويليامز (يسار) ومسبار نابرز مع تدرجات مظللة تتوالى كل 3 مم (يمين).

الاستخدام الصحيح لمسبار اللثة ضروري للحفاظ على الدقة. توضع طرف الأداة بضغط خفيف يتراوح من 10 إلى 20 جرامًا  في الثلم اللثوي، وهي منطقة ذات مسافة محتملة بين السن والأنسجة المحيطة به. من المهم إبقاء مسبار اللثة موازيًا لخطوط جذر السن وإدخال المسبار وصولًا إلى قاعدة الجيب. ينتج عنه حجب جزء من طرف مسبار اللثة. تُشير العلامة الأولى الظاهرة فوق الجيب إلى قياس عمق الجيب. وُجد أن متوسط عمق الجيب الصحي يبلغ حوالي 3 ملم مع عدم وجود نزيف عند الفحص. إن يكن أعماق الجيب أكبر من 3 ملم يمكن أن يترافق مع (فقدان ارتكاز السن) المحيطة بالعظم السنخي، وهي سمة موجودة في التهاب دواعم السن. عمق الجيب أكبر من 3 ملم يمكن أن يكون أيضًا علامة على تضخم اللثة.
يستطيع طبيب الأسنان أيضًا استخدام مسبار اللثة لقياس أدوات الأسنان الأخرى، وتحضيرات السن أثناء الإجراءات الترميمية، وانحسار اللثة، واللثة المرفقة، والآفات أو الأمراض الفموية. في هذه الحالة يمكن أن يحدث أيضًا، نزيف عند المسبار (بي أو بيه)، حتى مع لمسة لطيفة. وذلك بسبب أن مسبار اللثة يلحق الضرر بالأوعية الدموية المتزايدة في الضفيرة الشعرية للصفيحة المخصوصة، والتي تكون قريبة من السطح بسبب تقرح نسيج الارتباط الظهاري (جاي إيه). يعد وجود النزيف أحد العلامات السريرية الأولى لمرض اللثة النشط في الحالات غير المعقدة ويجب تسجيله لكل سن فردي وسطح سن في سجل المريض. ومع ذلك، في المرضى المدخنين، نادرًا ما تنزف اللثة بسبب عوامل غير معروفة لا يبدو أنها مرتبطة في تكوين لويحة سنية وجير الأسنان. 
<\>يتواجد العديد من الأنواع المختلفة من مسبارات اللثة، ولكل منها طريقتها الخاصة في الإشارة إلى القياسات على طرف الأداة. على سبيل المثال، مسبار ميشيغان أو لديه علامات عند 3 ملم، 6 ملم، و8 ملم  ومسبار ويليامز له خطوط محيطية عند 1 ملم، 2 ملم، 3 ملم، 5 ملم، 7 ملم، 8 ملم، 9 ملم، و10 ملم.   يحتوي مسبار بيه سي بيه12 المزود بعلامات ماركيز على ظلال متتالية كل 3 ملم. على عكس المسبارين السابقين، فإن مسبار نابرز منحني ويستخدم لقياس منطقة التفرع بين جذور السن.

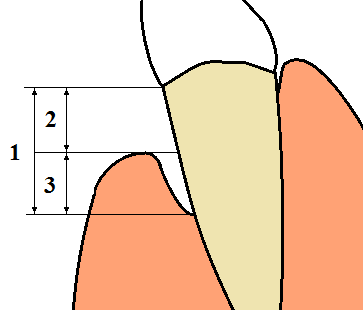
1 الفقدان الكلي للانسجة الساندة (فقدان التعلق السريري، سي أي إل) 2 ضمور اللثة 3 عمق التحقيق 1 = 2 + 3